# Muraltia alopecuroides
Muraltia alopecuroides là một loài thực vật có hoa trong họ Polygalaceae. Loài này được (L.) DC. mô tả khoa học đầu tiên năm 1824.